# خسرو مهدی‌زاده
خسرو مهدی‌زاده سیاست‌مدار ایرانی بود، که در  دوره بیست و یکم   بعنوان نماینده رامند در مجلس شورای ملی حضور داشت.